# 1815년 탐보라산 분화
1815년 탐보라산 분화는 1815년 4월 현재 인도네시아의 숨바와섬에 있는 탐보라산(당시 네덜란드령 동인도의 일부)에서 발생한 화산 분화로, 기록된 세계의 역사에서 가장 강력한 화산 분화로 간주된다. 화산 폭발 지수(VEI) 7을 기록한 이 분화는 대기 중으로 37–45 km3 (8.9–10.8 세제곱마일)의 고밀도 등가물(DRE) 물질을 분출했으며, 마지막으로 검증된 VEI-7 분화이다.
탐보라산 분화는 1815년 4월 10일에 격렬한 절정에 달했지만, 다음 6개월에서 3년 동안 증기 발생량 증가와 소규모 수증기 분화가 발생했다. 분연주에서 나온 화산재는 전 세계로 퍼져 1816년 여름 없는 해로 알려진 사건에서 전 지구 기온을 낮췄다. 이 짧은 기간의 심각한 기후 변화는 전 세계 여러 지역에서 극심한 날씨와 흉작을 야기했다. 여러 복사강제력이 초기 석기 시대 이후 다른 어떤 대규모 화산 분화에서도 관찰되지 않은 방식으로 체계적으로 동시에 발생하고 상호 작용했다.

## 분화 연대

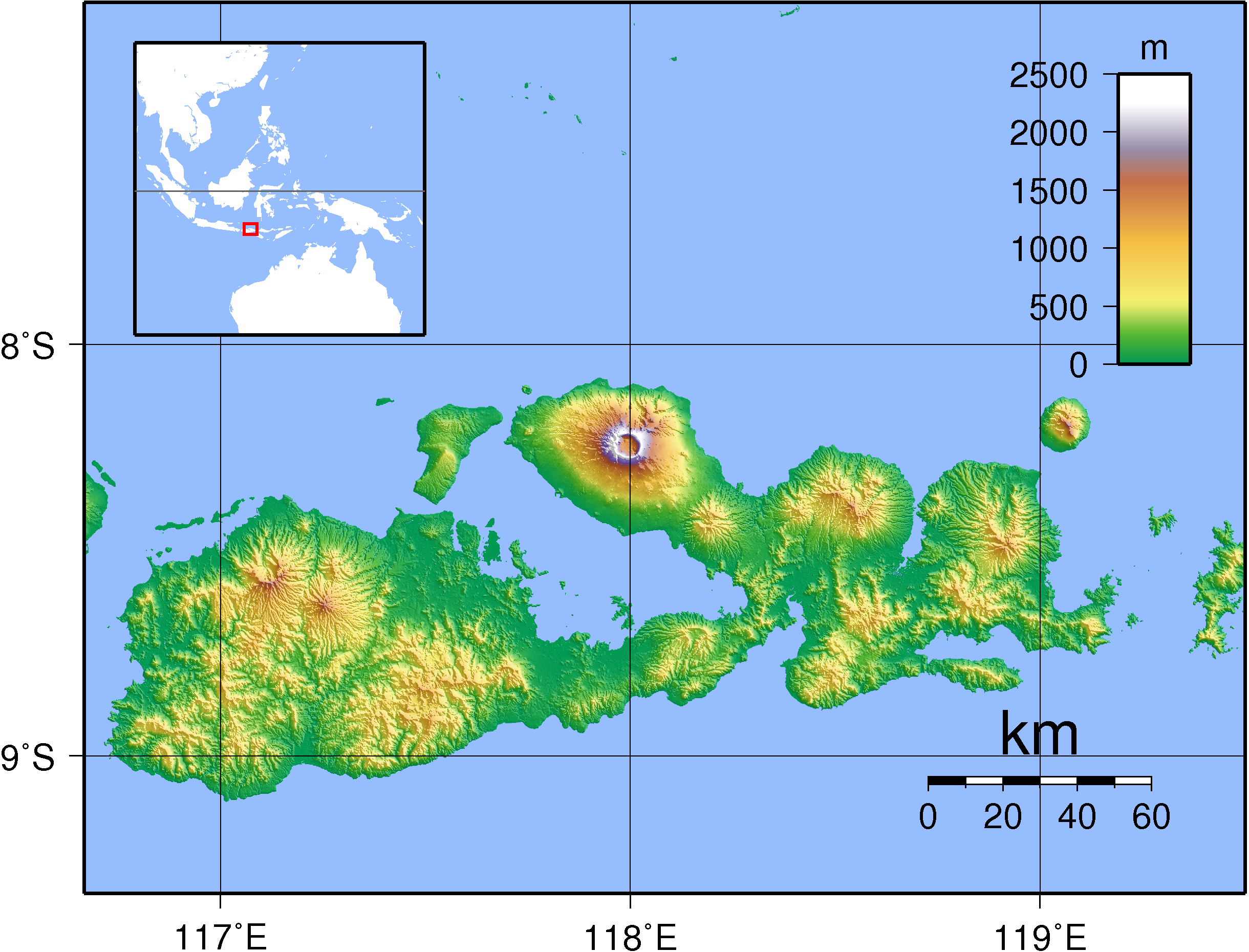
현재 숨바와섬의 지형도. 중앙에 가장 큰 산이 탐보라산이다.

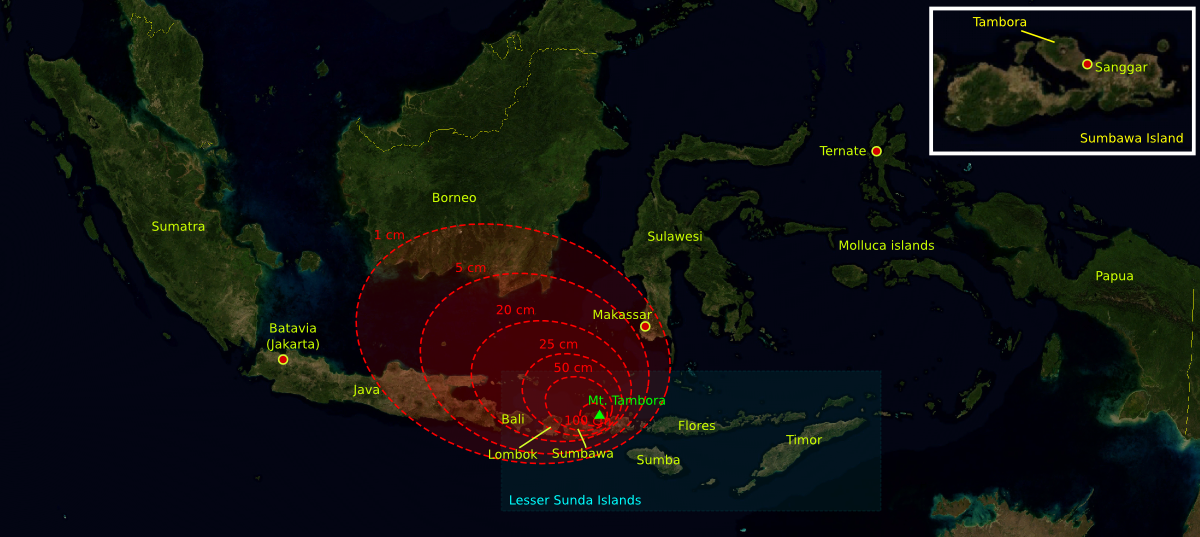
1815년 분화 당시 추정 화산재 낙하 지역. 붉은색 지역은 화산재 낙하 두께를 나타낸다. 가장 바깥쪽 지역(1 cm 두께)은 보르네오섬과 술라웨시섬까지 도달했다.

탐보라산은 1815년 이전에 수세기 동안 휴화산 상태였다. 이는 폐쇄된 마그마방에서 함수 마그마가 점진적으로 냉각되었기 때문이다. 방 내부의 깊이 1.5~4.5 km 지점에서는 마그마의 냉각 및 결정화 과정에서 고압 유체 마그마가 용리되었다. 이로 인해 약 4,000–5,000 bar (400–500 MPa; 58,000–73,000 psi)의 과압이 생성되었고, 온도는 700–850 °C (1,290–1,560 °F) 범위였다. 1812년, 화산이 으르렁거리기 시작하며 검은 구름을 생성했다.
1815년 4월 5일 대규모 분화가 발생했고, 그 뒤를 이어 술라웨시섬의 마카사르 (380 km 거리), 자와섬의 바타비아(현재 자카르타, 1,260 km 거리), 말루쿠 제도의 트르나테(1,400 km 거리)에서 천둥 같은 폭발음이 들렸다. 4월 6일 아침, 동자와주에 화산재가 떨어지기 시작했고, 4월 10일까지 희미한 폭발음이 계속되었다. 처음에 총성으로 생각되었던 소리는 2,600 km 이상 떨어진 수마트라섬의 트루몬에서 4월 10일에 들렸다. 새로운 분석과 날짜 일치에 따르면, 탐보라의 으르렁거리는 소리는 3,352km 떨어진 농카이, 3,368km 떨어진 비엔티안, 그리고 아마도 3,117km 떨어진 묵다한까지 들렸던 것으로 보인다.
4월 10일 약 19시경, 분화는 더욱 격렬해졌다. 세 개의 연기 기둥이 솟아올라 합쳐졌다.:249 산 전체가 "액체 불"의 흐르는 덩어리로 변했다.:249 직경 20 cm에 달하는 경석이 20시경부터 비처럼 쏟아지기 시작했으며, 21시~22시경에는 화산재가 뒤따랐다. 곧이어 격렬한 회오리바람이 불어 상구르(현재 상가르) 마을을 강타하여 거의 모든 집을 무너뜨리고 큰 나무를 포함하여 마주치는 모든 것을 공중으로 날려버렸다. 화산쇄설류는 반도 사방에서 산을 타고 바다로 흘러내려 탐보라 마을을 쓸어버렸고, 육지의 총 약 874 km2 (337 mi2) 면적에 영향을 미쳤다. 4월 10일 인도네시아 군도의 여러 섬 해안을 중규모의 지진해일이 강타했으며, 상가르에서는 22시경에 높이 4 m에 달했다. 자와섬 동부 베수키에서는 자정 이전에 높이 1~2 m의 지진해일이, 말루쿠 제도에서는 높이 2 m의 지진해일이 보고되었다. 총 사망자 수는 약 4,600명으로 추정된다. 4월 11일 다음날 저녁까지 큰 폭발음이 들렸다. 화산재 안개는 서자와주와 남술라웨시주까지 퍼졌다. 바타비아에서는 질소 냄새가 났고, 테프라가 섞인 폭우가 쏟아졌으며, 마침내 4월 11일에서 17일 사이에 가라앉았다.
첫 폭발은 4월 5일 저녁 이 섬에서 들렸고, 모든 지역에서 감지되었으며 다음 날까지 간헐적으로 계속되었다. 처음에 이 소리는 거의 전부 멀리서 들리는 대포 소리로 여겨졌고, 너무나도 그랬던 나머지 욕야카르타에서 군대 파견대가 이웃 초소가 공격받고 있다는 믿음으로 이동했으며 해안선을 따라 두 번이나 난파된 것으로 추정되는 배를 찾아 배를 파견했다.
이 폭발의 추정 화산 폭발 지수(VEI)는 7이었다. 약 41 km3 (10 cu mi)의 화산쇄설성 조면안산암이 분출되었고, 그 무게는 약 100억 미터톤에 달했다. 이로 인해 가로 6~7 km, 깊이 600~700 m의 칼데라가 형성되었다. 마카사르에 떨어진 화산재의 밀도는 636 kg/m3 (39.7 lb/cu ft)였다. 폭발 전 탐보라산의 최고 높이는 약 4,300 m였으며, 인도네시아 군도에서 가장 높은 봉우리 중 하나였다. 폭발로 인해 봉우리 높이는 약 3분의 1로 줄어들어 2,851 m가 되었다.
1815년 탐보라 분화는 아래 표에서 볼 수 있듯이 기록된 역사상 가장 큰 분화이다. 폭발음은 최소 2,600 km 떨어진 곳에서도 들렸고, 어쩌면 3350km 이상 떨어진 곳에서도 들렸을 수 있으며, 화산재는 최소 1,300 km 떨어진 곳까지 떨어졌다.

## 여파
섬 서부로 여행하면서 나는 거의 돔포섬 전체와 비마섬의 상당 부분을 지나왔다. 주민들이 처한 극심한 비참함은 충격적이었다. 길가에는 여전히 여러 시체의 잔해가 남아 있었고, 많은 다른 시체가 매장된 흔적이 있었다. 마을은 거의 완전히 버려졌고 집은 무너져 내렸으며, 살아남은 주민은 식량을 찾아 흩어졌다. ... 분화 이후, 비마, 돔포, 상이르(Sang'ir)에는 심한 설사가 만연하여 수많은 사람들을 죽음에 이르게 했다. 원주민들은 재로 오염된 물을 마셨기 때문이라고 추정했으며, 말도 비슷한 증상으로 수없이 죽었다.
화산 분화로 섬의 모든 식생이 파괴되었다. 경석재와 섞인 뿌리 뽑힌 나무는 바다로 휩쓸려 들어가 최대 5 km에 달하는 뗏목을 형성했다. 10월 1일부터 3일 사이에 영국 선박인 페어라이와 제임스 시볼드는 탐보라에서 서쪽으로 약 3,600 km 떨어진 곳에서 광범위한 표류 경석을 만났다. 4월 23일에도 두꺼운 화산재 구름이 여전히 정상부를 덮고 있었다. 7월 15일에 폭발은 멈췄지만, 8월 23일까지는 연기 배출이 관찰되었다.1819년 8월에는 활동이 재개되어 "불꽃"과 으르렁거리는 여진을 동반한 작은 분화가 발생했으며, 이는 1815년 분화의 일부로 간주되었다. 이 분화는 VEI 척도에서 2로 기록되었다.

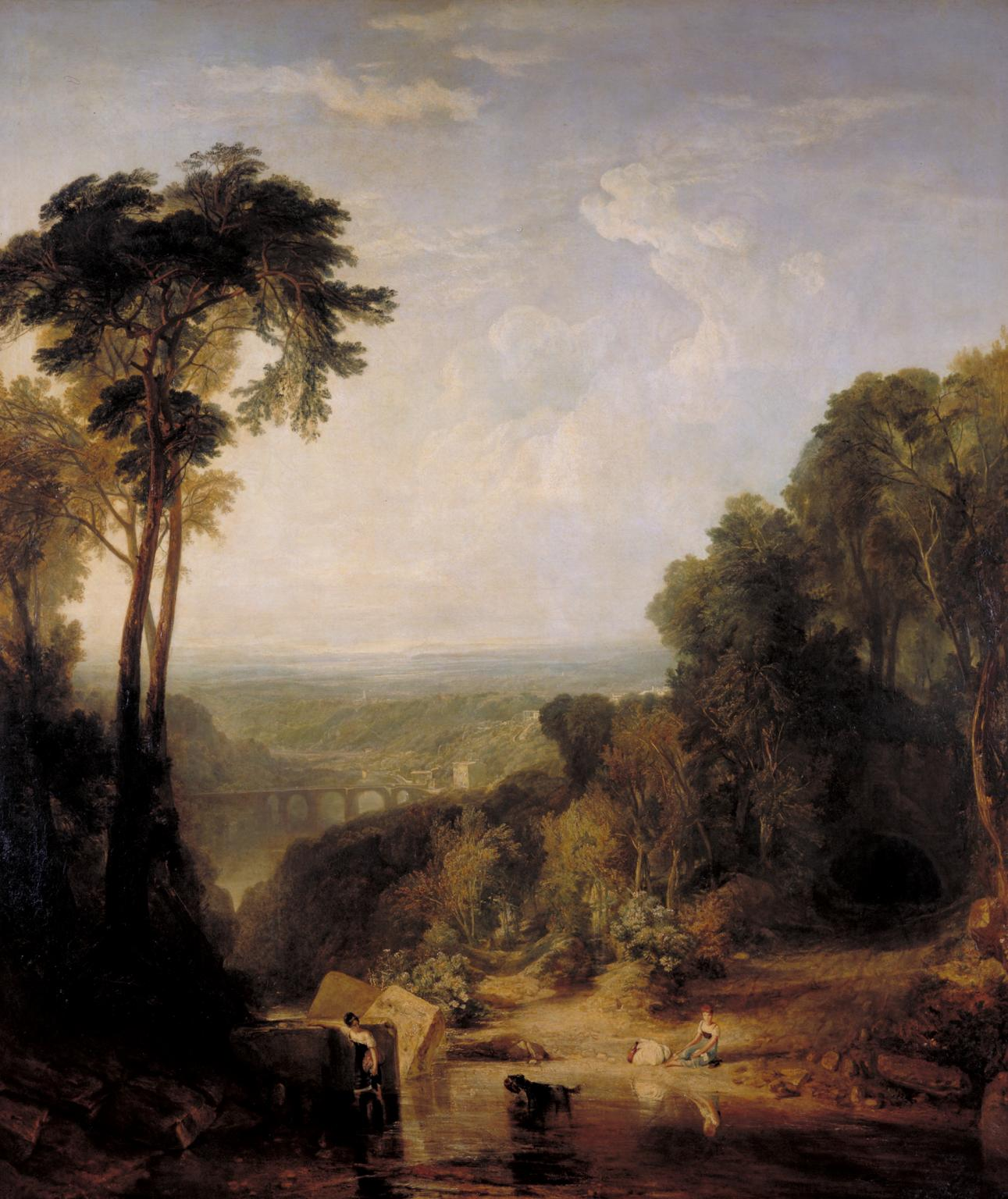
1815년 여름의 전형적인 노란색 하늘은 조지프 말로드 윌리엄 터너의 그림에 영향을 미쳤다.

분연주는 고도 43 km 이상의 성층권에 도달했다. 더 거친 화산재 입자는 분화 후 1~2주 후에 가라앉았지만, 더 미세한 화산재 입자는 고도 10~30 km에서 몇 달에서 몇 년 동안 대기 중에 머물렀다. 종 방향 바람이 이 미세 입자들을 전 세계로 퍼뜨려 광학 현상을 만들어냈다. 1815년 6월 28일에서 7월 2일, 1815년 9월 3일에서 10월 7일 사이에 런던에서는 길고 찬란하게 채색된 일몰과 황혼이 자주 관찰되었다. 황혼의 하늘은 일반적으로 지평선 근처에서는 주황색 또는 붉은색, 그 위로는 보라색 또는 분홍색으로 나타났다.
사망자 수는 출처에 따라 다르다. 졸링거(Zollinger, 1855)는 직접적인 사망자 수를 10,000명으로 추정했는데, 이는 아마도 화산쇄설류로 인한 것이었을 것이다. 숨바와섬에서는 18,000명이 굶주림이나 질병으로 사망했다. 롬복섬에서는 약 10,000명이 질병과 기아로 사망했다. 페트로셰프스키(Petroeschevsky, 1949)는 숨바와섬에서 약 48,000명, 롬복섬에서 44,000명이 사망했다고 추정했다. 스토더스(Stothers, 1984)와 여러 다른 저자는 페트로셰프스키의 총 88,000명 사망 주장을 받아들였다. 그러나 1998년 J. 탕귀(J. Tanguy) 등이 저술한 저널 논문은 페트로셰프스키의 수치가 근거가 없고 추적 불가능한 참고 문헌에 기반한다고 주장했다. 탕귀의 사망자 수 수정은 분화 후 몇 달 동안 숨바와섬에서 졸링거의 작업과 토머스 스탬퍼드 래플스 경의 기록을 기반으로 했다. 탕귀는 기근과 질병으로 인해 발리주와 동자와주에 추가 희생자가 있었을 수 있다고 지적했다. 그들의 추정치는 직접적인 화산 영향으로 11,000명, 분화 후 기근과 전염병으로 49,000명이 사망한 것이었다. 오펜하이머는 총 최소 71,000명이 사망했다고 썼다. 리드는 숨바와섬, 발리주 및 기타 지역에서 100,000명이 분화의 직간접적 영향으로 사망했다고 추정했다.

## 전지구적 기온 교란
이 분화는 화산 겨울을 일으켰다. 1816년 북반구 여름 동안 전 지구 기온은 0.53 °C만큼 낮아졌다. 이러한 냉각은 직간접적으로 90,000명의 사망을 초래했다. 탐보라산의 분화가 이러한 기후 이상 현상의 가장 큰 원인이었다. 1815년에 다른 분화도 있었지만 탐보라는 VEI-7 분화로 분류되며, 분연주의 높이가 45 km에 달해 다른 모든 분화를 적어도 한 자릿수 이상으로 압도했다.
VEI는 분출된 물질의 양을 정량화하는 데 사용되며, VEI-7은 100 km3 (24 cu mi)에 해당한다. 그 아래의 모든 지수 값은 한 자릿수(즉, 10배) 적다. 또한, 1815년의 분화는 비정상적으로 낮은 태양 복사 기간인 댈튼 극소기 동안 발생했다. 화산 활동은 지역적, 전 지구적 기후 변화에 큰 역할을 한다. 이는 항상 이해되었던 것은 아니며, 1883년 크라카토아산 분화로 하늘이 주황색으로 물들기 전까지는 과학계에서 사실로 받아들여지지 않았다.
화산 분화의 규모는 기후 및 기타 화학 공정에 미치는 영향의 중요성을 결정하지만, 가장 국지적인 환경에서도 변화가 측정된다. 화산이 분화하면 이산화탄소(CO2), 물, 수소, 이산화 황(SO2), 염화 수소, 플루오린화 수소, 그리고 다른 많은 가스(Meronen et al. 2012)를 분출한다. CO2와 물은 온실 기체이며, 대기 중 각각 0.0415퍼센트와 0.4퍼센트를 차지한다. 이들의 작은 비율은 일사량을 가두고 지구로 다시 방출하는 데 있어 중요한 역할을 감추고 있다.

### 전 지구적 영향

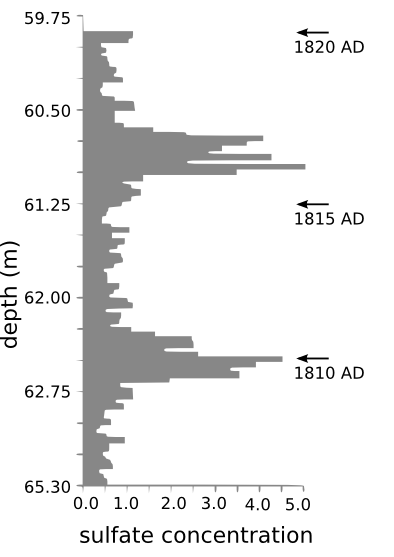
중앙 그린란드의 빙하 코어에서 추출한 황산염 농도. 산소 동위 원소 계절 변화를 세어 날짜를 매겼다. 미확인 분화는 1810년대경에 발생했다.

1815년 분화는 성층권에 SO2를 방출하여 전 지구적인 기후 이상 현상을 야기했다. 분화 중 분출된 황 질량을 추정하기 위해 다양한 방법이 사용되었다. 그 방법에는 암석학적 방법, 해부학적 관찰에 기반한 광학 깊이 측정, 그린란드 및 남극의 코어를 사용한 극지 빙하 코어 황산염 농도 방법이 있다. 각 수치는 방법에 따라 1천만 미터톤에서 1억 2천만 미터톤까지 다양하다.
1815년 북반구의 봄과 여름에는 미국 북동부에서 지속적인 "건조 안개"가 관찰되었다. 안개는 햇빛을 붉고 흐릿하게 만들어 육안으로 흑점을 볼 수 있을 정도였다. 바람이나 비도 "안개"를 흩어놓지 못했다. 이는 성층권 황산염 에어로졸 안개로 확인되었다. 1816년 여름, 북반구 국가들은 "여름 없는 해"라고 불리는 극심한 기상 조건에 시달렸다. 전 지구 평균 기온은 약 0.4~0.7 °C 감소했으며, 이는 전 세계적으로 심각한 농업 문제를 야기하기에 충분했다. 1816년 6월 4일, 뉴햄프셔, 메인(당시 매사추세츠의 일부), 버몬트, 뉴욕 북부의 고지대에서 서리가 보고되었다. 1816년 6월 6일, 올버니와 데니스빌에 눈이 내렸다. 1816년 6월 8일, 카봇의 적설량은 여전히 46 cm에 달하는 것으로 보고되었다. 이러한 조건은 최소 3개월 동안 지속되어 북미 대부분 지역의 농작물을 망쳤다. 캐나다는 그 여름 동안 극심한 추위를 겪었다. 퀘벡 근처에는 1816년 6월 6일부터 10일까지 30 cm 깊이의 눈이 쌓였다.
북반구에서 1400년경 이후 두 번째로 추웠던 해는 1816년이었고, 1810년대는 기록상 가장 추웠던 10년이었다. 이는 탐보라의 1815년 분화와 아마도 또 다른 VEI-6 1808년 후반의 분화의 결과였다. 1816년, 1817년, 1818년 여름의 표면 온도 이상치는 각각 -0.51 °C, -0.44 °C, -0.29 °C였다. 유럽 일부 지역에서는 더 폭풍우가 심한 겨울을 겪었다.
이 기후 이상 현상은 1816년에서 1819년 사이에 동남유럽과 동부 지중해를 따라 발생한 유행발진티푸스 전염병의 심각성에 대한 원인으로 지목되어 왔다. 기후 변화는 인도 몬순을 교란하여 세 차례의 흉작과 기근을 유발했으며, 1816년 벵골에서 발생한 새로운 콜레라 균주의 확산에 기여했다. 1816년~1817년 겨울 동안 뉴잉글랜드에서는 많은 가축이 죽었다. 서늘한 기온과 폭우로 인해 브리튼 제도에서는 흉작이 발생했다. 웨일스의 가족들은 난민처럼 먼 거리를 여행하며 음식을 구걸했다. 밀, 귀리, 감자 수확 실패로 인해 아일랜드 북부와 남서부에서는 기근이 만연했다. 독일에서는 식량 가격이 급등하고 곡물 시장과 빵집 앞에서 시위가 벌어졌으며, 이어서 폭동, 방화, 약탈이 유럽의 여러 도시에서 발생하면서 위기가 심각했다. 이는 19세기 최악의 기근이었다.

## 화산 활동의 영향
화산 활동은 두 가지 뚜렷한 방식으로 대기에 영향을 미친다. 일사량 반사로 인한 단기적인 냉각과 CO2 수준 증가로 인한 장기적인 온난화이다. 대부분의 수증기와 CO2는 이미 대량으로 존재하기 때문에 몇 주에서 몇 달 안에 구름으로 모여들어 그 영향은 제한적이다. 1809년의 화산 분화도 전 지구 기온 감소에 기여했을 수 있다는 제안이 있었다.

## 분화의 영향
대부분의 계산에 따르면 탐보라의 분화는 1991년 피나투보산 분화보다 최소 한 자릿수 (10배) 이상 컸다. 그 에너지 방출은 약 33 TNT 기가톤 (1.4×1020 J)에 해당했다. 산 정상부터 약 1,220 m 길이가 무너져 칼데라를 형성했고, 이로 인해 정상의 높이가 3분의 1로 줄어들었다. 약 100 km3 (24 cu mi)의 암석이 공중으로 분출되었다. 유독 가스도 대기로 뿜어져 나왔는데, 여기에는 폐 감염을 일으키는 황도 포함되었다. 화산재는 분화 지점에서 75 km 이내에서 100 cm 이상 깊이로 쌓였으며, 500 km 반경 이내 지역은 5 cm의 화산재 낙하를 보였고, 1,300 km 떨어진 곳에서도 화산재가 발견될 수 있었다. 화산재는 작물을 태우고 질식시켜 인도네시아에 즉각적인 식량 부족을 야기했다. 이러한 가스, 특히 염화 수소의 분출로 인해 강수량이 극도로 산성화되어 봄에 살아남거나 새싹이 돋아나던 작물의 상당수가 죽었다. 식량 부족은 이후 나폴레옹 전쟁, 홍수, 콜레라로 인해 더욱 심화되었다.
분화 후 몇 달 동안 대기 중의 화산재는 상당량의 태양 복사를 반사하여, 식량 부족에 기여하는 계절 외적인 서늘한 여름을 야기했다. 중국, 유럽, 북미는 기록적인 수준의 낮은 기온을 겪었고, 이는 농작물에 치명적인 영향을 미쳤다. 중국과 인도에서는 몬순 계절이 바뀌어 양쯔강 계곡에 홍수가 발생했으며, 수천 명의 중국인이 해안 지역을 떠나야 했다. 또한 가스는 이미 감소한 태양 복사량의 일부를 반사하여 10년 동안 전 지구 기온이 0.4~0.7 °C 감소하는 결과를 초래했다. 1816년과 1817년 여름에는 스위스에 빙집이 형성되었고, 이로 인해 1816년은 "여름 없는 해"라는 이름이 붙었다. 1816년의 겨울철은 이전 해와 크게 다르지 않았지만, 봄과 여름은 서늘하거나 영하의 기온을 유지했다. 그러나 1817년 겨울은 급격히 달라져 뉴욕 중부와 북부에서는 기온이 -34 °C 아래로 떨어졌는데, 이는 보통 보급품 운송에 사용되던 호수와 강이 얼어붙을 만큼 충분히 추웠다. 유럽과 북미 모두 6월까지 계속되는 서리를 겪었고, 8월에는 눈이 32 cm까지 쌓여 최근 심은 작물을 죽이고 식량 산업을 마비시켰다. 1816년 매사추세츠주와 뉴햄프셔주 일부 지역의 생장기는 80일 미만으로, 흉작을 초래했다(Oppenheimer 2003). 서유럽에서는 시각적으로 독특한 일몰이 관찰되었고, 미국 동부 해안에서는 붉은 안개가 관찰되었다. 이러한 독특한 대기 조건은 2.5년 동안 지속되었다.
과학자들은 추운 10년(1810~1819년) 동안 대기 가스를 모니터링하기 위해 빙하 코어를 사용했으며, 그 결과는 혼란스러웠다. 남극의 시플 기지와 중앙 그린란드에서 발견된 황산염 농도는 1816년 1월에 5.0에서 1818년 8월에 1.1로 변동했다. 이는 25~30테라그램의 황이 대기 중으로 분출되었음을 의미하며, 대부분은 탐보라에서 나왔고 그 후 자연적인 과정으로 빠르게 감소했다. 탐보라는 지난 5,000년 동안 빙하 코어의 황 농도에서 가장 큰 변화를 일으켰다. 황 생산량 추정치는 10테라그램(Black et al. 2012)에서 120테라그램(Stothers 2000)까지 다양하며, 추정치의 평균은 25~30테라그램이다. 높은 황 농도는 약 15 °C의 4년 동안의 성층권 온난화를 유발하여 9년 동안 지속되는 지표면 온도의 지연된 냉각을 초래할 수 있었다. 이는 전반적인 온도 감소와 비참한 농업 조건으로 인해 핵겨울과 유사한 "화산 겨울"로 불린다.
기후 데이터에 따르면 일일 최저 기온과 최고 기온 간의 분산이 평균 기온을 낮추는 데 역할을 했을 수 있다. 왜냐하면 변동 폭이 훨씬 더 작았기 때문이다. 일반적으로 아침은 밤의 구름 때문에 따뜻했고 저녁은 구름이 사라졌기 때문에 더 시원했다. 다양한 지역에서 밤마다 구름이 형성되고 해가 뜨면 안개처럼 사라지는 현상이 문서화되어 있다. 화산 활동으로 교란되지 않은 1810년에서 1830년 사이의 기온 경계는 약 7.9 °C였다. 대조적으로, 화산 활동으로 교란된 해(1815~1817년)는 약 2.3 °C의 변화만 있었다. 이는 1816년의 연평균 주기가 종 모양보다는 선형에 가까웠고 1817년에는 전반적으로 냉각이 지속되었음을 의미한다. 유럽에서는 영국 남동부, 프랑스 북부, 네덜란드에서 가장 많은 냉각을 경험했으며, 북미에서는 뉴욕, 뉴햄프셔주, 델라웨어주, 로드아일랜드주가 이에 해당했다. 1816년의 강수량은 계산된 정상치보다 80% 더 많았으며, 스위스, 프랑스, 독일, 폴란드에서는 비정상적으로 많은 눈이 내렸다. 이는 1818년의 비정상적으로 낮은 강수량과 대조되어 유럽과 아시아 대부분 지역에 가뭄을 초래했다.(Auchmann et al. 2012) 러시아는 1815년 이후 이미 비정상적으로 따뜻하고 건조한 여름을 겪었으며, 이는 다음 3년 동안 계속되었다. 발트해, 북해, 지중해 근처 해수 온도의 감소도 문서화되어 있다. 이는 해양 순환 패턴의 변화와 아마도 풍향 및 풍속의 변화를 나타내는 지표인 것으로 보인다.(Meronen et al. 2012)
댈튼 극소기와 분화 이전의 기근 및 가뭄을 고려하면, 탐보라 분화는 1815년의 극심한 기후 조건을 가속화하거나 악화시켰다. 다른 분화와 다른 기후학적 사건들이 약 0.2 °C의 전 지구 냉각을 야기했을 수 있지만, 탐보라는 이 기준치를 상당히 증가시켰다.

## 다른 화산 분화와의 비교
| 분화                            | 국가                           | 위치            | 연도 | 분연주 높이 (km) | 화산 폭발 지수 | 북반구 여름 이상치 (℃) | 사망자 수       |
| ------------------------------- | ------------------------------ | --------------- | ---- | ---------------- | -------------- | ---------------------- | --------------- |
| 79년 베수비오산 분화            | 이탈리아                       | 지중해          | 79   | 30               | 5              | 불확실                 | >2,000          |
| 하테페 분화 (타우포)            | 뉴질랜드                       | 환태평양 조산대 | 232  | 51               | 7              | ?                      | 0               |
| 946년 백두산 분화               | 중국 / 북한                    | 환태평양 조산대 | 946  | 36               | 6              | ?                      | ?               |
| 1257년 사말라스산 분화          | 인도네시아                     | 환태평양 조산대 | 1257 | 40               | 7              | −2.0                   | ?               |
| 1600년 와이나푸티나산 분화      | 페루                           | 환태평양 조산대 | 1600 | 46               | 6              | −0.8                   | 약 1,400        |
| 1815년 탐보라산 분화            | 인도네시아 / 네덜란드령 동인도 | 환태평양 조산대 | 1815 | 43               | 7              | −0.5                   | >71,000-121,000 |
| 1883년 크라카토아산 분화        | 인도네시아 / 네덜란드령 동인도 | 환태평양 조산대 | 1883 | 27               | 6              | −0.3                   | 36,600          |
| 1902년 산타마리아산 분화        | 과테말라                       | 환태평양 조산대 | 1902 | 34               | 6              | 이상 없음              | 7,000–13,000    |
| 1912년 노바룹타 분화            | 미국, 알래스카주               | 환태평양 조산대 | 1912 | 32               | 6              | −0.4                   | 2               |
| 1980년 세인트헬렌스산 분화      | 미국, 워싱턴주                 | 환태평양 조산대 | 1980 | 19               | 5              | 이상 없음              | 57              |
| 1982년 엘치촌산 분화            | 멕시코                         | 환태평양 조산대 | 1982 | 4–5              | ?              | >2,000                 |                 |
| 1985년 네바도델루이스 화산 분화 | 콜롬비아                       | 환태평양 조산대 | 1985 | 27               | 3              | 이상 없음              | 23,000          |
| 1991년 피나투보산 분화          | 필리핀                         | 환태평양 조산대 | 1991 | 34               | 6              | −0.5                   | 847             |
| 2022년 훙가통가 해저화산 분화   | 통가                           | 환태평양 조산대 | 2022 | 55               | 5              | +0.035                 | 5               |

출처: 오펜하이머 (2003), 및 스미스소니언 전 지구 화산 프로그램 (VEI).

## 같이 보기
- 댈튼 극소기
- 홀로세 시기 거대 화산 분화 목록
- 사망자 수에 따른 화산 분화 목록
- 인도네시아의 화산 목록
- 530년대 기상이변
- 인도네시아의 화산 활동
- 여름 없는 해